# Календар на православните църковни празници/Февруари

## Февруари
Посочени са неподвижните празници от православния календар, които всяка година се случват в един и същи ден.
- 1 февруари
  - Трифоновден - свети мъченик Трифон (232-250)
  - Предпразненство на Сретение Господне
  - Свети мъченици Фелицитата и Перпетуя
- 2 февруари - Сретение Господне
- 3 февруари – Св. Симеон Богоприимец и Анна пророчица
- 4 февруари – Св. преподобни Исидор Пелусиотски. Св. мъченик Исидор (Блажи се)
- 5 февруари – Св. мъченица Агатия
- 6 февруари – Св. преподобни Вукол, епископ Смирненски. Св. мъченица Доротея. Св. Фотий, патриарх Цариградски (Блажи се)
- 7 февруари – Св. преподобни Партений Лампсакийски. Св. преподобни Лука Еладски
- 8 февруари – Св. великомъченик Теодор Стратилат. Св. пророк Захария Сърповидец
- 9 февруари – Св. мъченик Никифор. (Отдание на Сретение Господне)
- 10 февруари – * Св. свещеномъченик Харалампий, епископ на Магнезия. Св. свещеномъченик Порфирий. Св. свещеномъченик Атанасий, архиепископ Цариградски. Св. мъченица Валентина
- 11 февруари
  - Власовден - свети свещеномъченик Власий Севастийски (250-316)
  - Свети мъченик Георги Софийски Нови (1497-1515)
- 12 февруари – Св. Мелетий, архиепископ Антиохийски. Св. Антоний, архиепископ Цариградски
- 13 февруари – Св. преподобни Мартиниан. Св. Евлогий, архиепископ Александрийски. Св. Зоя и Фотина. Преподобни Симеон Сръбски Нови, Мироточиви
- 14 февруари – * Успение на св. Кирил Славянобългарски. Св. преподобни Авксентий
- 15 февруари – Св. апостол Онисим
- 16 февруари – Св. мъченици Памфил и Порфирий. Св. Флавиян, архиепископ Цариградски.
- 17 февруари – Св. великомъченик Теодор Тирон. Св. преподобни Роман Търновски
- 18 февруари – Св. Лъв, папа Римски
- 19 февруари – Св. апостол Архип
- 20 февруари – Св. преподобни Лъв, епископ Катански
- 21 февруари – Св. преподобни Тимотей. Св. Евстатий, архиепископ Антиохийски
- 22 февруари – Намиране честните мощи на св. мъченица Евгения, Задушница
- 23 февруари – Св. свещеномъченик Поликарп, епископ Смирненски
- 24 февруари – * Първо и второ намиране честната глава на св. Иоан Кръстител
- 25 февруари – Св. Тарасий, патриарх Цариградски
- 26 февруари – Св. Порфирий, епископ Газски
- 27 февруари – Св. преподобни Прокопий Декаполит
- 28 февруари – Св. преподобни Василий Изповедник. Св. преподобни Марина, Кира и Домника. Св. свещеномъченик Протерий, архиепископ Александрийски. Св. мъченица Кирана Солунска
- 29 февруари – Св. преподобни Иоан Касиан Римлянин[1]